# Liste der ARD-alpha-Sendungen

Logo von ARD alpha

Die Liste der ARD-alpha-Sendungen ist eine unvollständige Zusammenstellung von Sendungen, die im Fernseh-Bildungskanal ARD alpha laufen.

## Derzeit ausgestrahlte Sendungen
- Alles Wissen
- alpha-Campus
- alpha-Centauri
- alpha-Forum
- alpha-Jazz
- alpha-Lernen
- alpha-Österreich
- alpha retro
- Avanti! Avanti!
- Bon Courage
- BR-Klassik im TV
- Campus Magazin
- Deutsch Klasse
- Einfach genial
- Englisch für Anfänger
- Geist & Gehirn
- GRIPS
- Ich mach’s!
- Ich mach’ weiter
- Kant für Anfänger
- Klassiker der Weltliteratur
- KlimaZeit
- Köhlmeiers Märchen
- Kunstraum
- Mayrs Magazin
- Meilensteine der Naturwissenschaft und Technik
- musica viva – Forum der Gegenwartsmusik
- nano
- Orientierung
- Pauk mit: Latein
- Phase 3
- Planet Wissen
- Playtime
- punkt.
- Quarks
- Querbeet ABC
- RESPEKT
- RESPEKT kompakt
- Russisch, bitte!
- Schulfernsehen
- Sehen statt Hören
- Shaun das Schaf
- Space Night
- Startrampe
- STATIONEN
- Stil-Epochen
- Tagesgespräch
- Tagesschau
- Tagesschau vor 20 Jahren
- Telekolleg (div. Fächer)
- The Day - News in Review (DW)
- The Joy of Painting
- Viens jouer avec nous
- Vom Ahorn bis zur Zwiebel
- Willi wills wissen
- Wissen macht Ah!
- W wie Wissen

## Ehemals ausgestrahlte Sendungen
- Anna, Schmidt & Oskar
- Anschi, Karl-Heinz & Co.
- bäckstage Volksmusik
- Bibliothek der Sachgeschichten
- Blaateen
- Denkzeit
- Die Fernsehtruhe
- Heimatbilder
- Jugendbilder aus sechs Jahrzehnten
- KlickKlack
- Landschaft des Glaubens
- Lógos
- MORA – Gib Dir echtZeit
- on3-südwild
- Ping Pong – Die Familienreportage
- Rückblende
- Ralphi – Der Schlaubär aus der Augsburger Puppenkiste
- Reporter Gang
- Rundschau
- Tagesschau vor 25 Jahren
- Was macht die Zeit, wenn sie vergeht?
- Was wir noch nicht wissen
- Wissenschaft für Schlaflose